# Eduard Gricun
Eduard Wiaczesławowicz Gricun (ros. Эдуард Вячеславович Грицун, ur. 4 lutego 1976 w Rostowie nad Donem) – rosyjski kolarz torowy oraz szosowy, wicemistrz olimpijski oraz brązowy medalista torowych mistrzostw świata.

## Kariera
Pierwszy sukces w karierze Eduard Gricun osiągnął w 1995 roku, kiedy wygrał francuski wyścig szosowy Prix des Flandres Françaises. Rok później wystartował w igrzyskach olimpijskich w Atlancie, gdzie wspólnie z Nikołajem Kuzniecowem, Aleksiejem Markowem i Antonem Szantyrem zdobył srebrny medal w drużynowym wyścigu na dochodzenie. W kolejnych latach wygrał jeszcze hiszpańskie Volta Ciclista Provincia Tarragona i Trofeo Guerrita (oba w 1997 roku) oraz Vuelta Ciclista a Navarra (1998). Podczas rozgrywanych w 1999 roku mistrzostwach świata w Berlinie razem z Markowem, Władysławem Borysowem i Denisem Smysłowem zdobył brązowy medal w drużynowym wyścigu na dochodzenie. Brał także udział w igrzyskach olimpijskich w Sydney w 2000 roku, gdzie rywalizację w madisonie zakończył na czternastej pozycji.